# Oskar Julius Nilsson
Oskar Julius Nilsson, kallad Julius på Fäbacken eller Bork Julius, född 24 november 1871 i Östmarks församling, Värmlands län, död 13 december 1938 i Östmarks församling, Värmlands län, var en svensk folkmusiker.

## Biografi
Oskar Julius Nilsson föddes 1871 i Östmarks socken. Han lärde sig spela i unga år och fick sina melodier av spelmannen Henrik Kling på Kärr i Lekvattnets socken. Några andra spelmän som Nilsson kom i kontakt emd var Per på Bråten, målaren Anders Wallström i Östmark och Söderberg. Han avled 1938 i Östmarks socken.

## Upptecknade låtar
Upptecknade 1920 låtar av Dan Danielsson efter Nilsson.
- Polska "Hävonnen" i D-dur, efter Henrik Kling.[3]
- Polska i D-dur, efter Henrik Kling.[3]
- Polska i D-dur, efter Henrik Kling.[3]
- Polska i F-dur.[3]
- Brudmarsch i D-dur, efter Anders Walllström.[3]
- Polska i G-dur, efter Henrik Kling.[3]
- Polska i C-dur, efter Henrik Kling.[3]
- Polska i D-dur, efter Henrik Kling.[3]
- Polska i E-dur, efter Henrik Kling.[3]
- Polska i D-dur, efter Henrik Kling.[3]

Upptecknade 1927 låtar av Olof Andersson efter Nilsson.
- Polska i D-moll.[3]
- Polska i G-dur, komponerad av Nilsson.[3]
- Polska i C-dur.[3]